# Abraham Janssens
Abraham Janssens (ou Jansens) van Nuyssen (c. 1567/1576 — 1632) foi um pintor flamengo do período barroco.
Nasceu em Antuérpia, em algum ano entre 1567 e 1576. Estudou sob a tutela de Jan Snellinck, foi mestre em 1602 e no ano de 1607 foi decano dos mestres pintores. Morreu na cidade em que nasceu, em 1632.

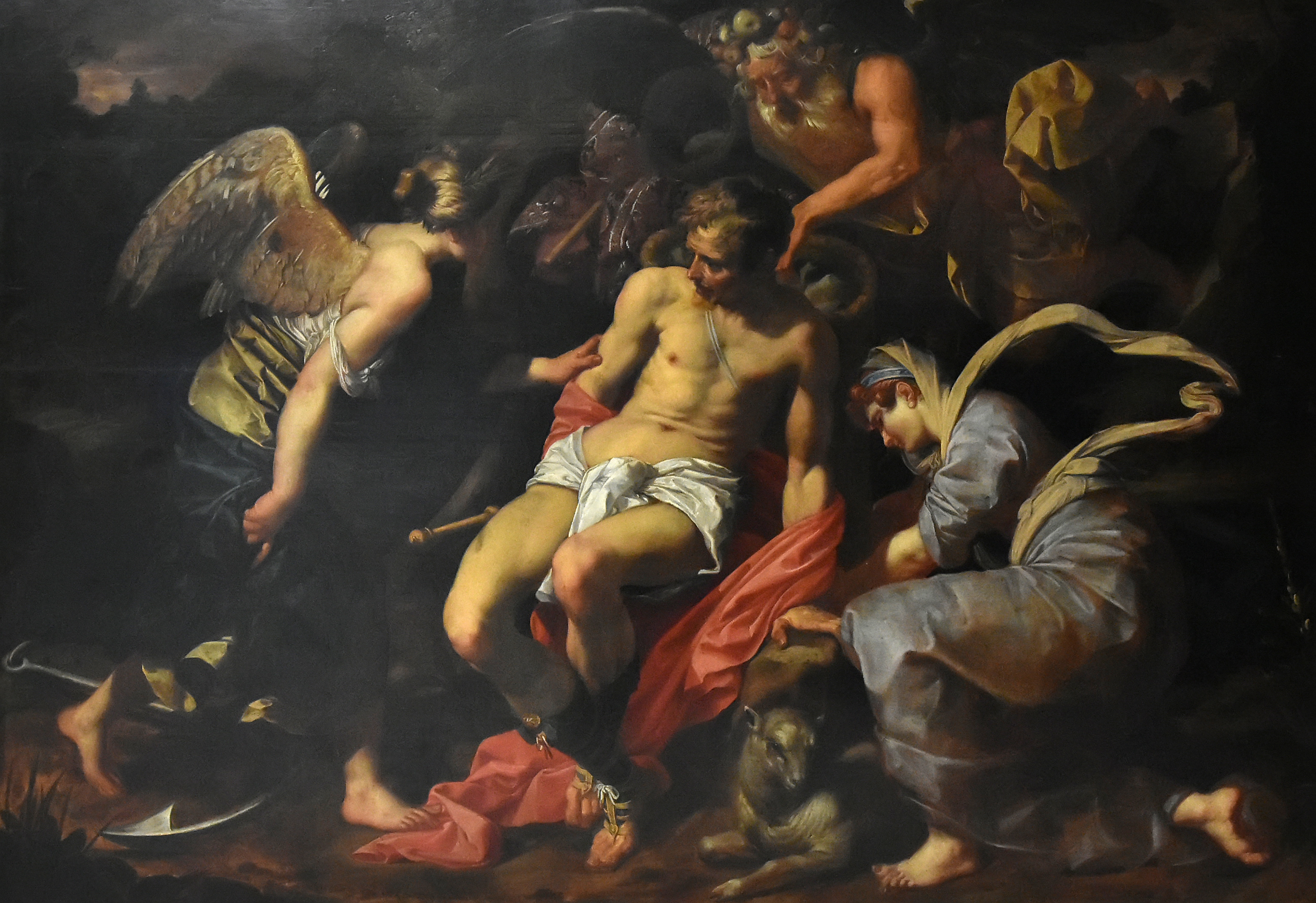
O homem sobrecarregado pelo tempo é ajudado pela esperança e pela paciência, 1609.

Até o surgimento de Peter Paul Rubens, Janssens talvez tenha sido considerado o melhor pintor de sua época. Os estilos de ambos os artistas não são tão diferentes. Na precisão do desenho, Janssens superava seu grande contemporâneo; na composição e no tratamento do nu, igualavam-se; mas no uso da cor e da liberdade de disposição e retoques em geral, Janssens ficava muito atrás. Como mestre de chiaroscuro, seu gosto foi reconhecido pelo alto contraste de luz e sombras em seus efeitos de luz de tochas e similares. Bons exemplos dessa técnica podem ser vistos no museu de Antuérpia e na galeria de Viena. As histórias de que invejava Rubens e de que tinha uma vida dissoluta são infundadas.
Entre seus estudantes incluem-se Gerard Seghers e Theodoor Rombouts.